# Chasmistes
Chasmistes is een geslacht van straalvinnige vissen uit de familie van de zuigkarpers (Catostomidae).

## Soorten
- Chasmistes brevirostris Cope, 1879
- Chasmistes cujus Cope, 1883
- Chasmistes fecundus (Cope & Yarrow, 1875)4
- Chasmistes liorus D. S. Jordan, 1878
  - Chasmistes liorus liorus D. S. Jordan, 1878
  - Chasmistes liorus mictus R. R. Miller & G. R. Smith, 1981
- †Chasmistes muriei Miller & Smith, 1981

†Chasmistes  spatulifer R. R. Miller  & G. R. Smith, 1967